# Tandil
Tandil je argentinské univerzitní město, nacházející se v provincii Buenos Aires. Město leží 360 km jihozápadně od Buenos Aires. K roku 2001 zde žilo 108 109 obyvatel.
Toto město založil dne 4. dubna 1823 brigádní generál Martín Rodríguez. Roku 1895 bylo městu uděleno městské právo.

## Fotogalerie

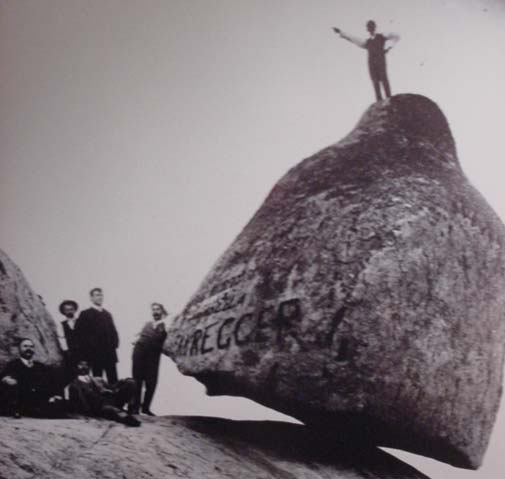
Piedra Movediza
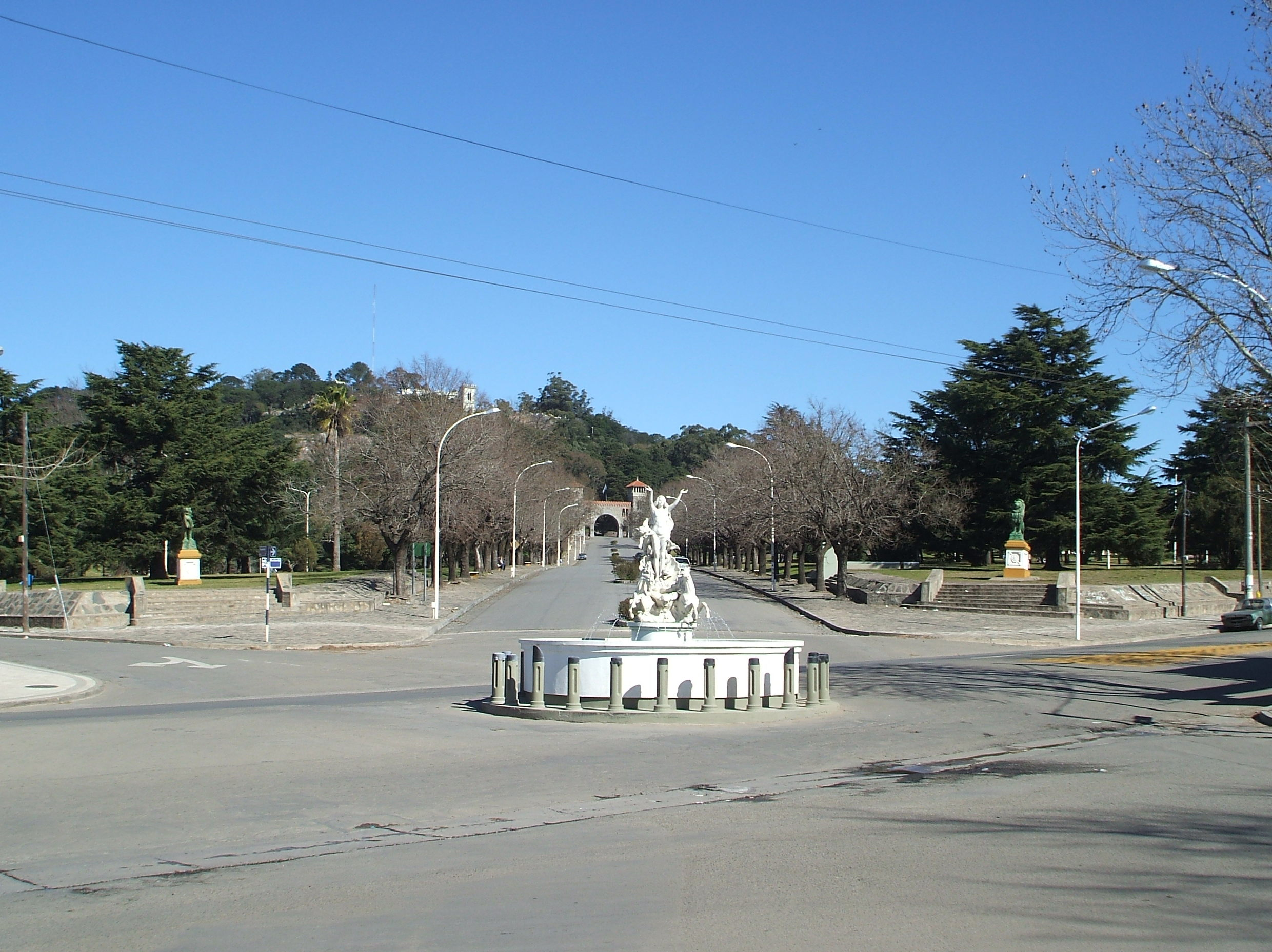
Tandil
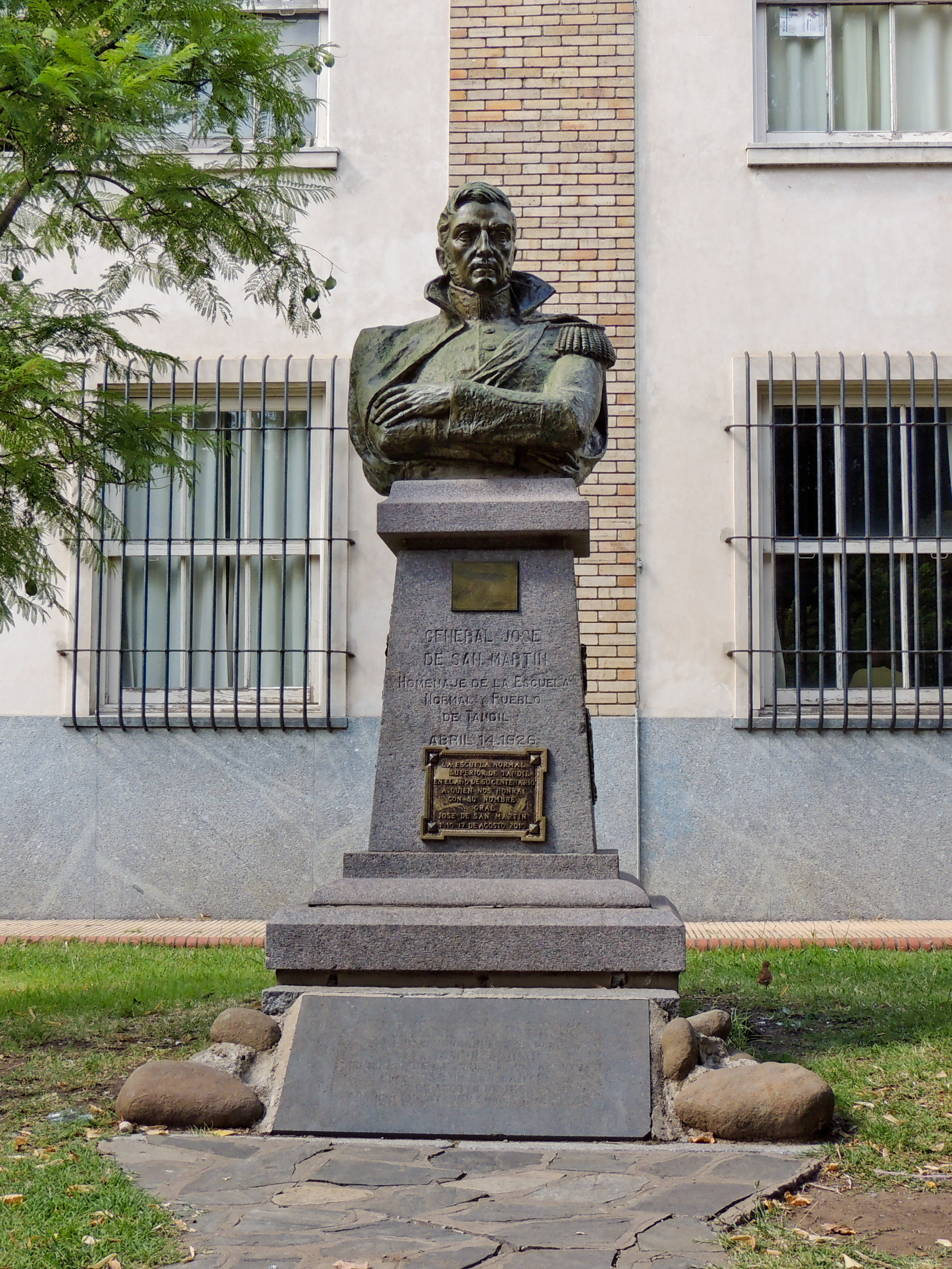
José de San Martín, argentinský národní hrdina
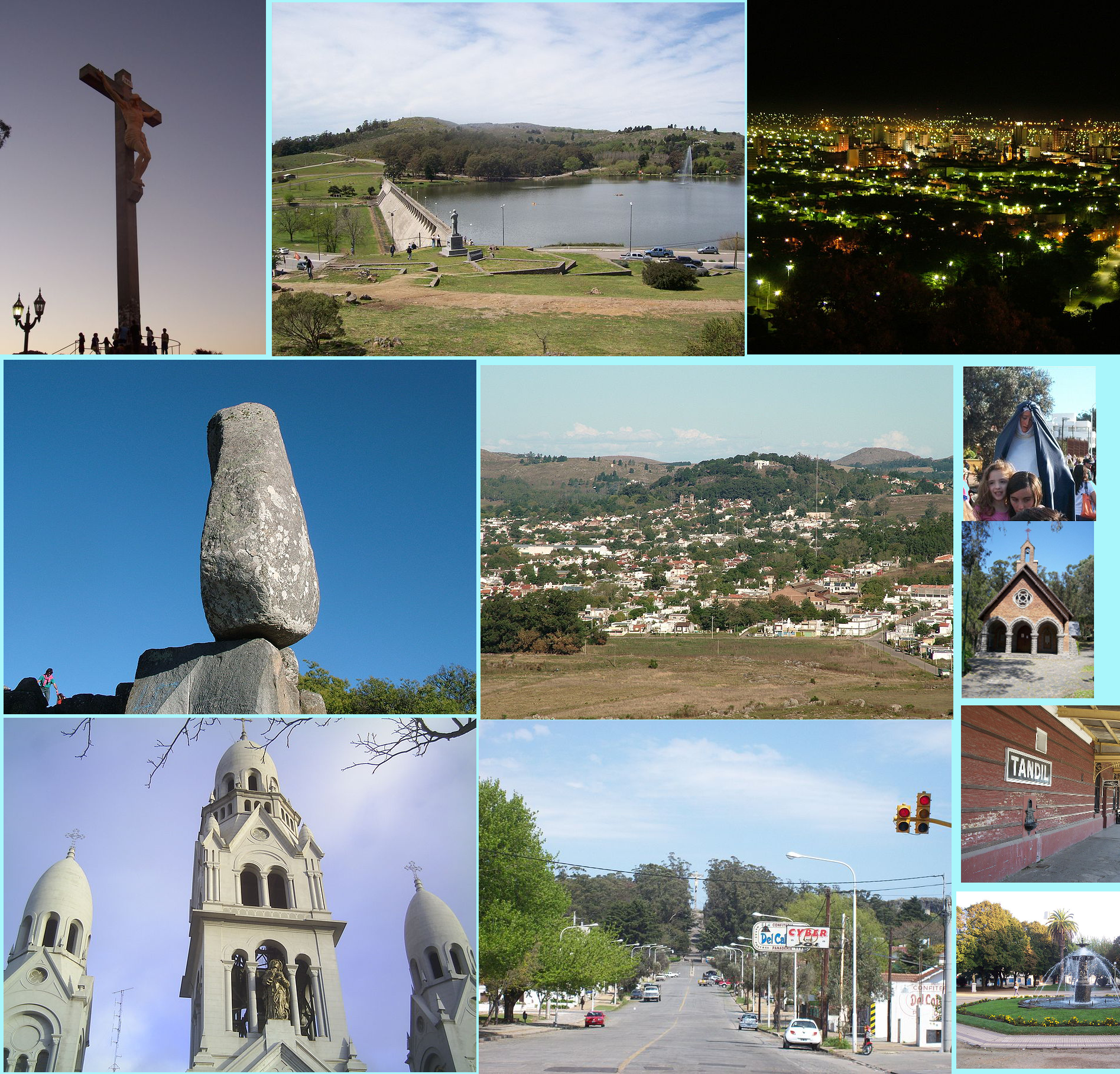
Tandil

## Významní rodáci
- Juan Martín Del Potro (* 1988), argentinský tenista

- Mariana Dátola (* 1975), argentinská zpěvačka a učitelka hudby
- Mauricio Macri (* 1959), argentinský politik, prezident